# پاپ (پروتکل)
پاپ (به انگلیسی: Post Office Protocol) که در واقع یک موافقت نامه بین‌المللی دریافت و ارسال نامه‌های الکترونیکی می‌باشد.این توافق نامه توسط شرکت خدمات اینترنتی‌ها پشتیبانی و مورد استفاده قرار می‌گیرد. سیستم‌های پست الکترونیکی که بر مبنای این پروتکل طرح ریزی و طراحی می‌شوند به صورت مستقیم می‌توانند پذیرای نرم‌افزارهای مانند اوت لوک باشند و کاربران نیز می‌توانند از طریق این نرم‌افزارها وارد صندوق پستی خود شوند نامه‌ها را بخوانند و به آن‌ها جواب دهند.
مزیت داشتن ایمیل pop۳ این است که شما می‌توانید ایمیل‌های خود را از طریق نرم‌افزارهای مدیریت میل دریافت نمایید. میل‌های خود را در سیستم خود آرشیو نمایید و ایمیل‌های خود را به صورت آفلاین مطالعه نمایید. سرعت دریافت و ارسال ایمیل با این روش بسیار بیشتر از حالتی است که به صورت وب میل و مرورگر صورت می‌گیرد. همچنین شما می‌توانید نامه‌های خود را با کمک ویرایشگر قوی که در نرم‌افزارهای مدیریت میل وجود دارد تایپ نموده، تصویر یا هرگونه فایل بر روی سیستم خود را ضمیمه نامه کرده و تنها برای ارسال نامه به اینترنت متصل شوید که مسلماً در وقت و هزینه شما در اینترنت صرفه جویی خواهد شد.